# بينيلوب هوستون
بينيلوب هوستون (بالإنجليزية: Penelope Houston)‏ هي موسيقية ومغنية مؤلفة وملحنة ومغنية أمريكية، ولدت في 17 ديسمبر 1958 في لوس أنجلوس في الولايات المتحدة.

## وصلات خارجية
- بينيلوب هوستون على موقع IMDb (الإنجليزية)
- بينيلوب هوستون على موقع ميوزك برينز (الإنجليزية)
- بينيلوب هوستون على موقع أول ميوزيك (الإنجليزية)
- بينيلوب هوستون على موقع ديسكوغز (الإنجليزية)